# السيد دي بورسونياك (مسرحية)
سيد بورسنياك أو السيد دي بورسونياك هي مسرحية فرنسية كتبها جان باتيست بوكلين المعروف باسم موليير، وهي في أصل عرض باليه كوميدي [الفرنسية] عُرضت لأول مرة مع تصميم الرقصات لبيير بوشامب في مقاطعة أورليان، في قلعة شامبور، من أجل ترفيه ملك فرنسا لويس الرابع عشر في 15 نوفمبر 1969.
تقع مسرحية السيد دي بورسونياك في أعمال مولييربتسلسل زمني بعد البخيل المكتوبة في عام 1668 والعشاق الرائعون [الفرنسية] المؤلفة في عام 1670 . إنها ثاني مسرحية باليه كوميدية لموليير وواحدة من أربع مسرحيات أُنتجت لبلاط الملك.

## الاقتباسات
هناك العديد من التعديلات على مسرحية موليير في السينما والمسرح.

### المسرح
- Il Signore di Pourceaugnac، عُرضت أوبرا بافا في 23 أبريل 1792 في مسرح فيدو [الفرنسية] [4]
- بورسونياك الجديد أو العاشق السخيف، كوميديا نثرية في خمسة أعمال للبارون دي شوليت، ماركيز دي دانجو، مكتوبة عام 1815.[5]
- أصل بورسونياك أو موليير والأطباء، جنون-مسلاة في فصل واحد من تأليف قالب:Ill-WD2تيوفيل ماريون دوميرسان عُرضت في 22 فبراير 1816 في مسرح فودفيل [الفرنسية].[6]
- «بورسونياك آخر» (بالفرنسية: Encore un Pourceaugnac)‏، أحيانًا بعنوان «بورسونياك الجديد» (بالفرنسية: Le nouveau Pourceaugnac)‏، كوميديا فودفيل من فصل واحد من تأليف يوجين سكرايب وتشارلز جاسبارد ديليستر بوارسون [الفرنسية] عُرضت لأول مرة في 18 فبراير 1817 نسخة مختلفة من مسرحية موليير التي ينتصر فيها بورسونياك.[7]
- السيد دي بورسونياك، عرض باليه كوميدي من فصلين لجان كورالي [الفرنسية] وأرماند فرانسوا جوسلين دو لا سال [الفرنسية].
- السيد دي بورسونياك، أوبرا بافا في ثلاثة أعمال لكاستيل بليز مع موسيقى جيواتشينو روسيني، كارل ماريا فون ويبر، يعود تاريخها إلى عام 1826 وعُرضت في 28 يناير 1826 في مسرح بورت سان مارتن [الفرنسية].[8]
- Il Signor di Pourceaugnac، أوبرا بافا في ثلاثة أعمال لألبرتو فرانشيتي [الفرنسية]، عُرضت في 10 أبريل 1897 في لا سكالا في ميلانو .
- السيد دي بورسونياك، كوميديا من تأليف الملحن السويسري فرانك مارتن عام 1960.[9]

### السينما
- السيد دي بورسونياك، فيلم لغاستون رافيل [الفرنسية] وتوني ليكين [الفرنسية] أُنتج عام 1930.[10]
- السيد دي بورسونياك، تسجيل للسينما بواسطة ميشيل ميتراني [الفرنسية] وصدر في 24 أبريل 1985 مع ميشال جلبرو، Roger Coggio، فاني كوتينكون، Jérôme Anger، جان بول روسيون، Rosy Varte، Michel Aumont، Anne-Marie Besse، Jean-Pierre Castaldi.[11][12]